# 嘉義縣私立同濟高級中學
嘉義縣私立同濟高級中學，簡稱為同濟高中、同濟中學，是一所位於台灣嘉義縣大林鎮的私立完全中學。

## 簡介
同濟高級中學成立於民國五十年，在台灣中學教育資源不足的時期，致力於教育地方學子成為社會有用的人才，歷經四十多年的努力，曾締造非常輝煌的成效，訓練出各行各業中優秀的人才。 致力於以「全人格教育」、「全方位多元學習」的方向教育學生，以積極的啟發代替過去的填鴨，為學生培養良好的升學條件、未將來儲備良好的工作能力、奠定美好人生的基礎。學校的教育方向以「團隊合作」、「愛心服務」、「寬廣胸懷」、「精緻教育」的精神主軸來實踐。
2024年1月15日核定停止招生，2025年7月31日停辦。

## 特色教育
1. 全人教育
2. 態度教育
3. 全方位多元學習

## 科別介紹
- 國中部
- 高中部
  - 普通科
- 高職部
  - 照顧服務科

## 外部連結
- 嘉義縣私立同濟高級中學（页面存档备份，存于）